# اچ‌ام‌اس واریور (۱۸۶۰)
اچ‌ام‌اس واریور (به انگلیسی: HMS Warrior) یک ناوچه بخار زره‌پوش ساخت امپراتوری بریتانیا بود که بین سال‌های ۱۸۵۹ تا ۱۸۶۱ برای نیروی دریایی بریتانیا ساخته شد. واریور نخستین کشتی جنگی تمام آهنی تاریخ بود. این کشتی در مسابقه تسلیحاتی بریتانیا با سایر قدرت‌ها به منظور حفظ برتری دریایی آن ساخته شد.

## ساخت و ویژگی‌ها

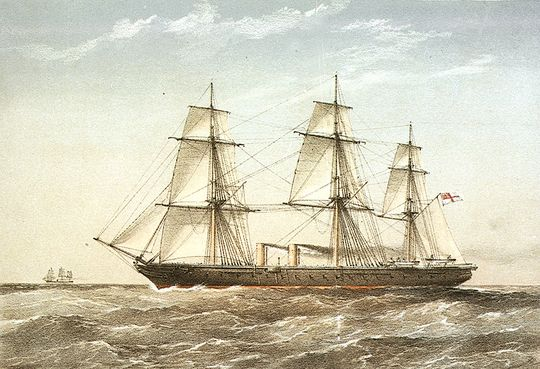
کشتی اچ‌ام‌اس واریور در سال 1872

اچ‌ام‌اس واریور در پاسخ امپراتوری بریتانیا به ساخت گلوآر، نخستین آیرونکلاد اقیانوس‌پیما، توسط پادشاهی فرانسه، ساخته شد. واریور با وزن ۹۲۱۰ تنی حدوداً دو برابر گلوآر بود. ویژگی انقلابی این کشتی جنگی تماماً آهنی بودن آن بود. هنگامی که واریور با هزینه ۳۷۷٬۲۹۲ پوند تکمیل و در ماه اوت سال ۱۸۶۱ به آب انداخته شد، به بزرگ‌ترین، سریع‌ترین و قدرتمندترین کشتی جنگی جهان بدل گشت. ظهور این کشتی تمامی کشتی‌های جنگی دیگر در سرتاسر جهان را منسوخ کرد. ناپلئون سوم، امپراتور فرانسه، واریور را به «مار سیاهی در بین خرگوش‌ها» توصیف نمود.